# Італі (Нью-Йорк)
Італі (англ. Italy) — місто (англ. town) в США, в окрузі Єйтс штату Нью-Йорк. Населення — 1099 осіб (2020).

## Демографія
Згідно з переписом 2010 року, у місті мешкала 1141 особа в 471 домогосподарстві у складі 327 родин. Було 714 помешкання
Расовий склад населення:
| - 98,4 % — білих - 0,3 % — чорних або афроамериканців - 0,2 % — азіатів |

До двох чи більше рас належало 1,0 %. Частка іспаномовних становила 0,9 % від усіх жителів.
За віковим діапазоном населення розподілялося таким чином: 21,5 % — особи молодші 18 років, 64,6 % — особи у віці 18—64 років, 13,9 % — особи у віці 65 років та старші. Медіана віку мешканця становила 44,9 року. На 100 осіб жіночої статі у місті припадало 103,0 чоловіків;  на 100 жінок у віці від 18 років та старших — 102,7 чоловіків також старших 18 років.
Середній дохід на одне домашнє господарство  становив 64 071 долар США (медіана — 56 346), а середній дохід на одну сім'ю — 67 226 доларів (медіана — 52 188). Медіана доходів становила 48 068 доларів для чоловіків та 43 516 доларів для жінок. За межею бідності перебувало 17,7 % осіб, у тому числі 27,5 % дітей у віці до 18 років та 7,1 % осіб у віці 65 років та старших.
Цивільне працевлаштоване населення становило 473 особи. Основні галузі зайнятості: освіта, охорона здоров'я та соціальна допомога — 25,8 %, будівництво — 18,0 %, виробництво — 12,9 %, роздрібна торгівля — 8,9 %.